# Stahlbad Andelsbuch
Das Stahlbad Andelsbuch (früher auch: „Bad zum Fahl“ und „Bad Gfall“, 610 m ü. A.) war ursprünglich ein Heilbad und Gasthaus in Andelsbuch in Vorarlberg (Österreich).

## Geschichte
Die Heilquelle des Stahlbad in Andelsbuch wurde seit dem frühen Mittelalter genutzt und es entwickelte sich dieses Heilbad zu einem der wichtigsten in Vorarlberg, wobei es jedoch zu Beginn des 20. Jahrhunderts stark an Attraktivität verlor. Eine genaue Datierung des Beginns des Badebetriebs in Andelsbuch ist nicht möglich.
Aus Aufzeichnungen der Gemeinde Andelsbuch lässt sich um 1764 auf einen immer noch anhaltenden Badebetrieb schließen. 1835 erhielt Josef Feuerstein die Badgerechtsame und erbaute 1836 ein massives Badehaus mit siebzehn Fremdenzimmern, anstelle der bisherigen hölzernen Badehütten. Der in Dornbirn-Kehlen gebürtige Wundarzt Michael Lecher (1802–1853) war ab 1846 beim Stahlbad Andelsbuch tätig. Er überschrieb 1849, mit Blick auf einen drohenden Konkurs, das Bad an seine Gattin, es kam dennoch 1850 zur Versteigerung und Maria Beer erwarb das Bad.
Am 6. Juni 1854 wurde eine „Armenhausstiftung“ durch zwölf Andelsbucher gegründet, welche das Badhaus am Fahl von Maria Beer aus Andelsbuch erwarben. Die Armenhausstiftung bestand parallel zum Bad und beeinträchtigte den Badebetrieb nicht, hierfür wurde ein neues Badhaus mit „Trinkhalle“ errichtet.
1864 wurde das Gasthaus „Zum Bad“ von Franz Xaver Mätzler aus Andelsbuch dazu gebaut und von seiner Gattin Maria Bilgeri (vulgo „Badmari“, † 1893) geleitet.
1890 ist der Besuch von Pfarrer Kneipp in diesem Bad belegt, da der Gemeindearzt Michael König (1829–1899) das Bad samt seiner heilkräftigen Wirkung mit der Kneipp-Wasseranwendung verband.
1882 und 1895 ging das Eigentum im Erbweg in der Familie weiter. Am 29. Juni 1900 wurde der Gasthof Bad um 16.000 Kronen an Jodok Thüringer (auch: Düringer geschrieben) und dessen Gattin Maria Katharina (geb. Pfanner, vulgo Fahlerbäsle) verkauft. Bereits 1901 wurde der Gasthof an einen Baron Freiherr von Coreth verpachtet, der diesen wiederum bereits 1903 wieder verließ. Am 6. März 1903 kaufte der Uhrmachermeister Josef Ritter (1854–1914) den Gasthof samt Liegenschaften und bewohnte diesen mit seiner Familie. Seine zweite Gattin Johanna (geb. Kirchebner) erbte den Gasthof am 19. Oktober 1917 und bereits 1918 fand eine Zwangsversteigerung statt. Neuer Eigentümer wurde um 20.000 Kronen am 17. Januar 1919 die Sparkasse der Gemeinde Egg, welchen denselben bereit am 24. März 1919 an Anna Katharina Mätzler (geb. Hiller, † 31. August 1932) verkaufte, welche dringend notwendige Sanierungen veranlasste und den Kurbetrieb wieder eröffnete.
Die Tochter der Anna Katharina Mätzler und des Kaufmanns Josef Mätzler († 1898), Maria Gabriela (* 1898), trat am 14. September 1924 in den Orden der Barmherzigen Schwestern in Innsbruck ein (Schwester Anselma) und am 14. April 1925 wurde der bisherige Gasthof „Bad“ an die Barmherzigen Schwestern in Innsbruck verkauft, und es begannen Umbauarbeiten und die Umbenennung in Marienheim. 
1925 wurde das Stahlbad in Andelsbuch vom Architekten Alfons Fritz an einem neuen Standort, einige hundert Meter vom bisherigen entfernt, neu errichtet.

## Badebetrieb und Heilquelle
Bei der akratischen Heilquelle handelt es sich um eine kalte Eisenquelle (sog. Stahlbad), ähnlich der Heilquelle in Bad Reuthe in Reuthe. bzw. Bad Diezlings in Hörbranz. Im Jahr 1871 besuchten das Bad 148 inländische und 24 ausländische Badegäste.
Eine Badekur im Stahlbad dauerte im 19. Jahrhundert etwa 3 Wochen, in denen 21 Bäder genommen wurden. Ein Bad kostete 30 Kreuzer für Fremde und 25 Kreuzer für Einheimische.
Im Andelsbucher Weiler Pfister bestand kurze Zeit ebenfalls ein kleines Bad mit Heilquelle, welches von Johann Konrad Fontain betrieben wurde.

## Geographie/Topographie
Das Stahlbad liegt etwa 300 m Luftlinie vom Dorfzentrum von Andelsbuch entfernt.